# 李嗣肱
李嗣肱（879年—923年），五代十国后唐宗室，李克用弟弟李克修之次子。
李嗣肱年轻时少有胆略，屡立战功，夹城之役，跟随周德威为前锋。时其兄李嗣弼为昭义副使，与李嗣昭守城，兄弟内外奋战，忠力威壮，感动三军。潞州解围，以功授檢校左僕射，入为三城巡检，知衙内事。天祐七年（910年），周德威援救灵州、夏州，党项阻道，音信不通。李嗣肱奉命自麟州渡黄河，接应周德威，与党项转战数十里，找到周德威军。柏鄉之戰，李嗣肱为马步军都虞候。次年，跟随李存勖在猗氏会见朱友謙，改为教练使，与李存审援河中，在胡壁堡击败后梁军，擒获梁将庞让。天祐十年（913年），与李存审屯守赵州，在观津击败后梁军。后梁新克枣强，梁将贺德伦急攻蓚县，率师五万在蓚县之西安营。李嗣肱率骑兵三百自下博出发，傍晚与梁军樵采之人相杂，天将暮时，入梁军营门，诸骑相合，箭矢齐发。梁军不知所为，营中大扰，晚上，聚骑撤退。当夜，梁军烧营逃走，蓚县解围。以功特授李嗣肱为蔚州刺史、雁门以北都知兵马使。后来参与平定刘守光。天祐十二年（915年），改任应州刺史，历任泽州刺史、代州刺史、石岭以北都知兵马使。天祐十九年（922年），新州刺史王郁叛逃契丹，山后诸州皆叛。李嗣肱进兵平定妫州、儒州、武州等三州，授山北都团练使。同光元年（923年）春，在新州去世，时年四十五岁。